# Юлька (фильм)
«Юлька» — советский фильм 1972 года режиссёра Константина Жука.

## Сюжет
Юлька — 16-летняя школьница — привлекательна, немного модница, любит танцы, музыку, но у неё неважно с учёбой, из-за чего у неё постоянные конфликты с учителями и родителями. Она знакомится с Колей — умным и энергичным юношей, стремящимся к самостоятельности и решившим поэтому уйти из школы в ПТУ. Несмотря на протесты матери и учителей, Юлька уходит из школы и поступает в училище на штукатура. В училище они с Колей участвуют в конкурсе на лучшего по профессии и накануне поздним вечером Коля в классе учит её производить не получающуюся у неё шпаклёвку окон, но их кто-то запирает. Дежурная, обнаружив это, доносит директору. Юлю и Колю обвиняют в аморальном поведении, и девушку исключают из училища. На защиту Юли встают её друзья по ПТУ…

## В ролях
- Ирина Варлей — Юлька Похвалько
- Виктор Царьков — Коля
- Сергей Проханов — Петро Дубовой
- Татьяна Кулиш — Тамара
- Михаил Кузнецов — Егор Семенович, директор ПТУ и учитель физики
- Раиса Недашковская — Валентина Романовна, мастер
- Игорь Стариков — Иван Фёдорович, мастер
- Майя Менглет — Наталья Николаевна, мать Юльки
- Юрий Пузырёв — отец Юльки
- Вера Кузнецова — бабушка Юльки
- Андрюша Нетребенко — Васёк, брат Юльки
- Любовь Кузнецова — Анна Михайловна
- Е. Галинский — Дмитрий Беленький
- Лариса Удовиченко — Люська
- Алим Федоринский — Виктор
- Маргарита Пресич — Татьяна Михайловна, преподаватель химии
- Игорь Ефимов — Тимофей Иванович, преподаватель в училище